# کوهلز رنچ (آریزونا)
کوهلز رنچ (به انگلیسی: Kohls Ranch) یک منطقهٔ مسکونی در ایالات متحده آمریکا است که در آریزونا واقع شده‌است. کوهلز رنچ ۳٫۰۳ کیلومتر مربع مساحت و ۲۸٬۰۶۸ نفر جمعیت دارد و ۱٬۶۲۷٫۶۵ متر بالاتر از سطح دریا واقع شده‌است.